# Apatochernes insolitus
Apatochernes insolitus är en spindeldjursart som beskrevs av Beier 1976. Apatochernes insolitus ingår i släktet Apatochernes och familjen blindklokrypare. Inga underarter finns listade i Catalogue of Life.